# Johann Eduard Jacobsthal

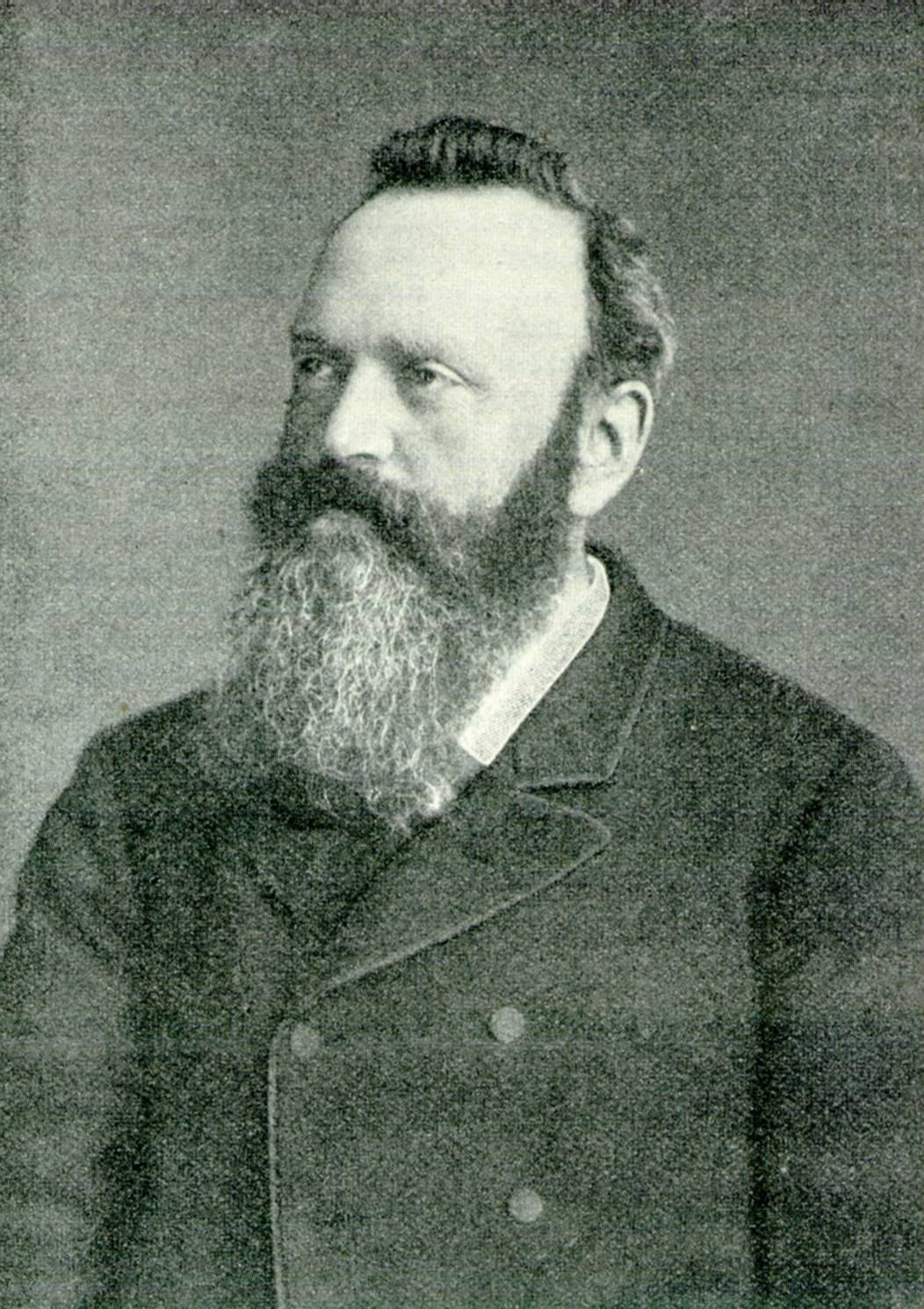
Johann Eduard Jacobsthal

Johann Eduard Jacobsthal (* 17. September 1839 in Preußisch Stargard; † 1. Januar 1902 in Charlottenburg) war ein deutscher Architekt und Hochschullehrer.

## Leben
Der Sohn eines Kaufmanns erhielt nach einem Realschulabschluss in Danzig 1856/57 als Baueleve bei E. H. Hoffmann in Neustadt/Westpreußen seine erste Ausbildung. Von 1857 bis 1859 studierte er an der Berliner Bauakademie mit abschließender Bauführerprüfung. Danach war er praktisch tätig in Westpreußen, u. a. als Bauleiter bei der Kirche in Wielkolonka nach einem Entwurf von August Stüler. Noch während des Studiums reiste er durch Süd- und Westdeutschland, England, Belgien, Frankreich, Italien, Griechenland und Kleinasien. 1866 legte er die Baumeisterprüfung (Staatsexamen) ab und war bis 1867 bei der kommunalen Bauverwaltung in Berlin tätig, ab Anfang 1867 bei der Ministerialen Baukommission. 1872 wurde er zum Landbaumeister berufen, wenig später Mitarbeiter des Technischen Büros des Handelsministeriums. 1876 gab er den Staatsdienst auf.
Von 1875 bis 1882 war Jacobsthal leitender Architekt beim Bau der Berliner Stadtbahn.
Jacobsthal war auch als Lehrer tätig. Nebenamtlich war er seit Mai 1866 Hilfslehrer und seit November 1873 Lehrer an der Bauakademie. Dann lehrte er von 1868 bis 1872 an der Schule des Kunstgewerbemuseums, von 1870 bis 1876 an der Kunstschule, wurde 1874 Professor und 1876 auch Professor an der Gewerbeakademie Berlin. Von 1881 bis 1882 war er Vorsteher der Abteilung Architektur und Mitglied des Senats der Technischen Hochschule (Berlin-)Charlottenburg. 1889/1890 amtierte er dort als Rektor und 1890/91 als Prorektor.
Jacobsthal engagierte sich auch in Vereinen und Institutionen. So wurde er bereits 1860 Mitglied im Architektenverein zu Berlin, in dem er von 1893 bis 1895 auch Vorstandsmitglied war. 1866/67 war er Mitbegründer der Deutschen Bauzeitung (zusammen mit Wilhelm Böckmann und Karl Emil Otto Fritsch). Von 1876 bis 1879 war er Mitglied der Technischen Prüfungsanstalt und am 20. September 1880 wurde er Mitglied der Akademie des Bauwesens. Im April 1893 wurde er Mitglied der Vereinigung Berliner Architekten. Er war auch Mitglied der Preußischen Akademie der Künste.
Neben seiner Tätigkeit als Architekt und Lehrer machte er zahlreiche Veröffentlichungen zur Ornamentik und kunstgewerbliche Entwürfe, so z. B. 1868/69 einen Prachtschrank für Kolschers Nachlass im Gewerbemuseum, 1889 die Gestaltung des Bühnenvorhangs im Schauspielhaus sowie Bucheinbände, Titelblätter, Grabmal- und Denkmalentwürfe.
Verheiratet war Jacobsthal seit 1867 mit Catharine Louise, geb. Hottenrott, mit der er einen Sohn und eine Tochter hatte. 1874 unternahm er mit Friedrich Adler und dem Kunsthistoriker und späteren Denkmalkonservator Thüringens  Paul Lehfeldt eine Italienreise. 1899/1900 bereiste er Ägypten.

## Bauten

### In Berlin
- 1867: Bauleitung beim Umbau des Abgeordnetenhauses am Dönhoffplatz nach Entwurf von Hermann Blankenstein.
- Um 1874: Blindenanstalt in Steglitz, Rothenburgstraße 14/15 (zusammen mit Ludwig Giersberg)
- 1871/72: Bauleitung bei der Siegessäule nach Entwurf von Johann Heinrich Strack
- 1873–1875: Verbreiterung der Friedrichsbrücke
- 1874/75: Humboldt-Gymnasium in der Gartenstraße 29[3]
- 1875–1882: Gestaltung der Berliner Stadtbahnhöfe Alexanderplatz und Bellevue

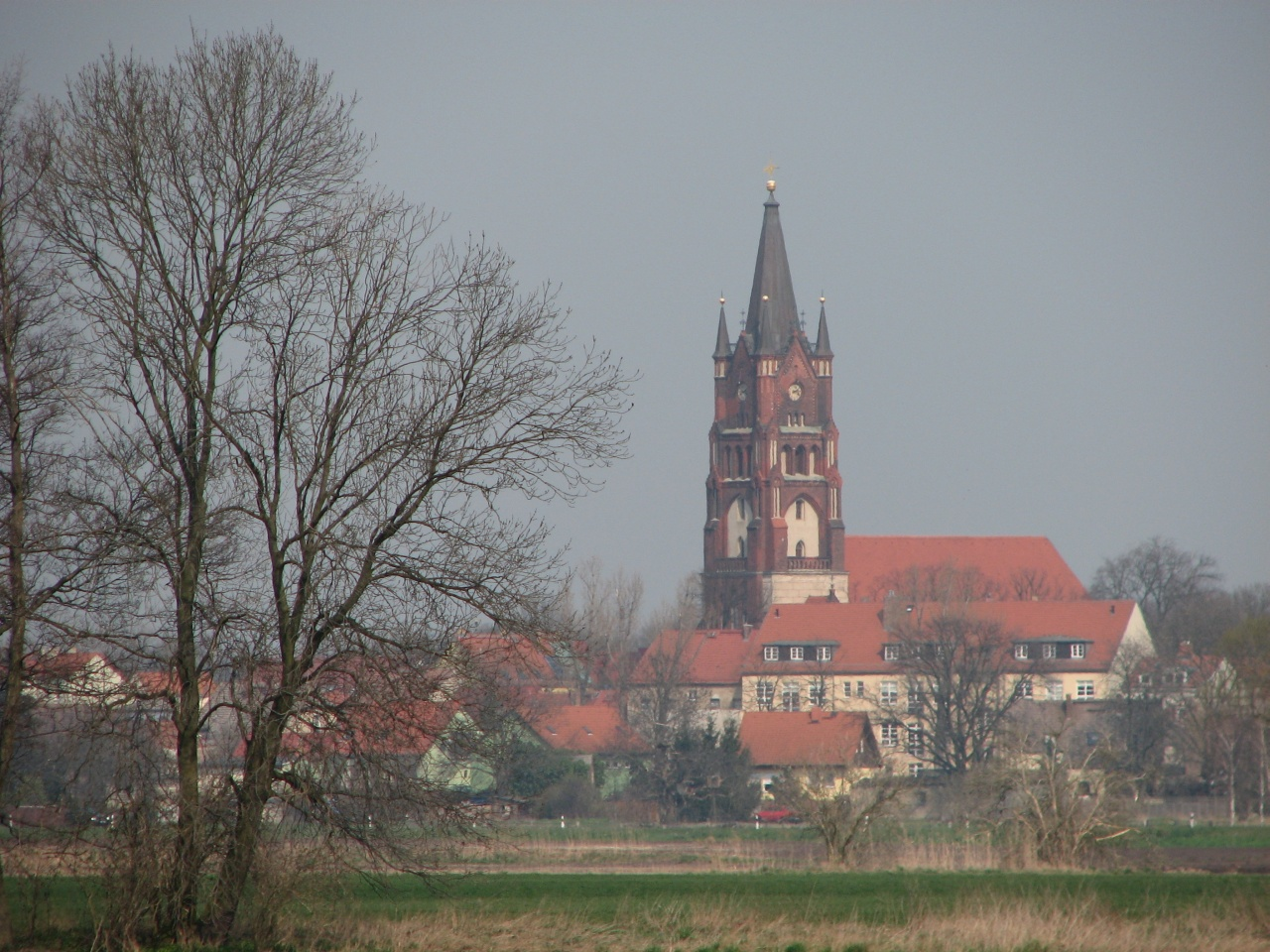
Turm der Kirche zu Mittenwalde

### Außerhalb Berlins
- Vor 1870: Banken in Hannover, Kassel, Köln (zusammen mit Ludwig Giersberg), Regierungs- und Justizgebäude in Kassel und Gerichtsgebäude in Posen (zusammen mit Heinrich Herrmann)
- 1870–1873: Villa Hügel in Essen (zusammen mit Paul Spieker)
- 1873  Grabkapelle der Grafen von Sierakowski in Großwaplitz (Waplewo Wielkie)
- 1875–1877: Reichsbank[4] und Justizgebäude in Breslau
- 1875–1878: Bahnhof in Metz
- 1875: Bahnhof Deutsch-Avricourt
- 1877: evangelische Jesuskirche in Zürich (Sorkino), eine deutsche Kirche in der Wolgaregion, ab 2013 originalgetreu restauriert, am 3. Oktober 2015 neu geweiht[5]
- 1877/78: neugotischer Turm der Stadtpfarrkirche St. Moritz in Mittenwalde
- 1877–1884: Centralbahnhof Straßburg und
- 1881–1884: Verwaltungsgebäude der Reichseisenbahnen in Elsaß-Lothringen
- 1879–1881: Landgericht in Dortmund (zusammen mit Friedrich Peltz)
- 1886–1890: Umbau des Bahnhofs in Halle
- Um 1890: Tore der Nogat-Brücke an der Marienburg
- Um 1891: Portale der Weichselbrücke in Dirschau,[6]
- 1894: Halle und Wartesaalgebäude des Zentralbahnhofs in Köln

## Ehrungen
- 1883: Silberne Medaille für Verdienste um das Bauwesen[7]
- 1884: Roter Adlerorden IV. (später III.) Klasse
- 1894: Geheimer Regierungsrat
- Im Jahr 1902 haben sich ehemalige Weggefährten des Architekten dafür verwendet, ihm „in den Räumen der TH Charlottenburg, seinem langjährigen Wirkungsort“, eine Büste mit Sockel zu widmen.[8]